# Scholastik
Scholastik (von altgriechisch σχολαστικός scholastikós „müßig“, „seine Muße den Wissenschaften widmend“ (hauptwörtlich gebraucht auch „Student“, „Stubengelehrter“, „Pedant“, ‚Scholast‘); latinisiert scholasticus „schulisch“, „zum Studium gehörig“) ist die Denkweise und Methode der Beweisführung, die in der lateinischsprachigen Gelehrtenwelt des Mittelalters entwickelt wurde.
Bei dieser Methode handelt es sich um ein von den logischen Schriften des Aristoteles ausgehendes Verfahren zur Klärung von Fragen mittels theoretischer Erwägungen, ausgehend von Prämissen („Voraussetzung, Annahme“). Dabei wird eine Behauptung untersucht, indem zuerst die für und die gegen sie sprechenden Argumente nacheinander dargelegt werden und dann eine Entscheidung über ihre Richtigkeit getroffen und begründet wird. Behauptungen werden widerlegt, indem sie entweder als unlogisch oder als Ergebnis einer begrifflichen Unklarheit erwiesen werden oder indem gezeigt wird, dass sie mit evidenten oder bereits bewiesenen Tatsachen unvereinbar sind.
Der heute bekannteste Teil der scholastischen Literatur handelt von theologischen Fragen. Die Scholastik war jedoch keineswegs auf theologische Themen und Ziele begrenzt, sondern umfasste die Gesamtheit des Wissensbetriebs. Die scholastische Methode war die in der Epoche bekannteste und verbreitetste Beweisführungsstrategie.
Außerdem dient der Begriff „Scholastik“ zur Bezeichnung der Epoche der Philosophie- und Theologiegeschichte, in der die scholastische Methode vorherrschte und das höhere Bildungswesen prägte. Die chronologische Abgrenzung der Epoche und ihrer drei Phasen (Früh-, Hoch- und Spätscholastik) ist allerdings unscharf und daher problematisch. Vor allem hinsichtlich des Beginns der Scholastik gehen die Ansätze auseinander; in der Forschung spricht man von „Vorscholastik“ als einer die Frühscholastik vorbereitenden Phase im Frühmittelalter, die aber nicht im eigentlichen Sinn zur scholastischen Epoche gezählt werden kann.

## Begriff und Begriffsgeschichte
In der Antike bezeichnete das Adjektiv scholasticus seit Cicero alles, was mit dem Schulbetrieb, mit Bildung und besonders Rhetorik zu tun hatte. Ab dem Frühmittelalter nannte man einen Schulmeister, den Leiter einer Kathedral- oder Klosterschule, scholasticus. Wie in der Antike wurde auch im Mittelalter das Adjektiv für alles verwendet, was Unterricht, Bildung und Gelehrtentum betraf, nicht speziell für das, was man heute unter Scholastik versteht. Als abgrenzende Selbstbezeichnung von Scholastikern spielte das Substantiv scholasticus im Mittelalter keine Rolle, die Scholastiker betrachteten sich nicht als besondere Gruppe oder Schulrichtung.
Der deutsche Begriff „Scholastik“ kam im späteren 18. Jahrhundert auf und bezeichnete im weiteren Sinne pauschal die Gesamtheit der mittelalterlichen Theologie und Philosophie, im engeren Sinne alle Versuche, die kirchlichen Dogmen des Katholizismus mit philosophischen Mitteln rational zu begründen. Das deutsche Wort „scholastisch“ ist seit dem 17. Jahrhundert bezeugt. Gemäß einem damals verbreiteten negativen Mittelalterbild wurden diese Ausdrücke von Anfang an oft abwertend verwendet („engstirnig“, „pedantisch“, „dogmatisch“). Noch heute wird damit unter anderem die Vorstellung von begrenzter, einseitiger „Schulweisheit“, schematischem, wirklichkeitsfremdem Denken, Überbetonung der Theorie, Haarspalterei und Spitzfindigkeit verbunden. Schon Luther hatte 1517 in einer lateinischen Disputation, die später den Titel „Disputation gegen die scholastische Theologie“ erhielt, Lehren der scholastici bekämpft. Er bezeichnete sie als „erlogenes, verfluchtes, teuflisches Geschwätz“.
Obwohl sich die Begriffe „Scholastik“ und „scholastisch“ ursprünglich nur auf das Mittelalter bezogen, werden sie auch für Denkweisen anderer Epochen verwendet, die der spätmittelalterlichen Scholastik angeblich oder tatsächlich ähnlich sind. Gelegentlich werden sie sogar auf andere Kulturen übertragen, z. B. auf die indische Philosophiegeschichte. Wenn die abwertende Bedeutung gemeint ist, spricht man auch von „Scholastizismus“.
Die moderne Wissenschaft vom Mittelalter (Mediävistik) verwendet jedoch den Begriff „Scholastik“ in einem anderen, präziseren Sinn, der weder wertend noch speziell auf theologische oder philosophische Themen bezogen ist. In diesem Sinn des Wortes bedeutet „Scholastik“ nicht eine bestimmte Richtung oder Lehre und ist auch nicht auf bestimmte Fächer begrenzt. Es handelt sich vielmehr um eine Art der Argumentation und Beweisführung, die auf allen Wissensgebieten gleichermaßen praktiziert wurde, also in der Medizin und Naturwissenschaft ebenso wie in der Theologie und Metaphysik.

## Methode
Inhaltlich gingen die Meinungen der Scholastiker zu den diskutierten Fragen oft weit auseinander. Die einzige Gemeinsamkeit aller Scholastiker war die Anwendung der scholastischen Methode, der einzigen damals im Universitätsbetrieb als wissenschaftlich akzeptierten Vorgehensweise. Sie bestand in einer Weiterentwicklung der antiken Dialektik, der Lehre vom richtigen (wissenschaftlich korrekten) Diskutieren. Da die scholastische Methode vom Wissenschaftsverständnis und der Logik des Aristoteles geprägt war und seine Schriften die wichtigsten Lehrbücher waren, war der Einfluss dieses Philosophen sehr groß. Man kann aber Scholastik nicht mit Aristotelismus gleichsetzen. Es gab unter den Scholastikern auch Platoniker und Aristoteles-Kritiker. Im Prinzip konnte ein Scholastiker jeden Standpunkt vertreten, wenn er ihn nur methodisch sauber begründete. Praktisch wurde erwartet, dass man auf die Lehren der Kirche Rücksicht nahm, was die Mehrheit der Scholastiker auch tat.
Ein scholastisches Lehrbuch beginnt meist mit Fragen der Wissenschaftstheorie und Wissenschaftssystematik. Wenn es z. B. um die Seelenlehre geht, die anhand der maßgeblichen Schrift des Aristoteles De anima (Über die Seele) dargestellt wird, wird zuerst gefragt: Kann es überhaupt eine Wissenschaft von der Seele geben? Was genau soll der Gegenstand dieser Wissenschaft sein? Inwiefern ist dieser Gegenstand geeignet, wissenschaftlich untersucht zu werden? Wie zuverlässig können Aussagen sein, die über die Seele gemacht werden? Ist die Wissenschaft von der Seele eine Naturwissenschaft? Wo ist diese Wissenschaft in das hierarchische System der Wissenschaften einzuordnen? Dann wandte man sich konkreten Einzelheiten zu, z. B.: Ist die Seele eine Substanz? Woraus besteht sie? Welcher Art sind die Wechselwirkungen zwischen ihr und dem Körper? Mit welchen Fähigkeiten ist sie ausgestattet? Ist die Seele eine Einheit, oder sind ihre Teile eigenständige Seelen, nämlich eine vegetative, die Stoffwechsel und Wachstum steuert, eine sensitive, die für Wahrnehmungen und Gefühle zuständig ist, und eine intellektive (Vernunft)? Wie verhält sich das bei Pflanzen und Tieren?

### Argumentationsstruktur
Grundlegend war das Prinzip des Dialogs zwischen zwei Vertretern gegensätzlicher Auffassungen, aus dem sich die Lösung des gestellten Problems ergab, indem der eine den anderen widerlegte. Dieses Prinzip kam in der Disputation und im Quaestionenkommentar zur Geltung. Dabei wurde normalerweise nach einem festen Schema verfahren. Zuerst wurde die Frage vorgelegt: Es wird gefragt, ob …  Dann wurden die Argumente erst der einen, dann der anderen Seite aufgezählt. Die Argumente waren im Sinne des aristotelischen Syllogismus strukturiert, wobei der Obersatz propositio maior und der Untersatz propositio minor genannt wurde. Dann wurde die Frage im einen oder anderen Sinne entschieden (conclusio oder solutio) und die Begründung für die Entscheidung gegeben. Anschließend folgte die Widerlegung der einzelnen Argumente der unterlegenen Seite. Widerlegt wurde entweder durch Bestreitung einer Prämisse (per interemptionem) oder durch Bestreitung ihrer Anwendbarkeit auf den vorliegenden Fall.

### Deduktives Prinzip
Das typisch Scholastische war ein nahezu grenzenloses Vertrauen in die Macht und Zuverlässigkeit der Deduktion, des Schließens vom Allgemeinen auf das Besondere. Man nahm an, dass die fehlerfrei durchgeführte Deduktion zur Erkenntnis von allem vernunftmäßig Erkennbaren und zur Beseitigung aller Zweifel führen kann. Voraussetzung war die korrekte Anwendung der Regeln des Aristoteles, besonders seiner Lehre von den Trugschlüssen. Man ging von bestimmten allgemeinen Grundsätzen aus, von deren Richtigkeit man überzeugt war, und begann dann zu folgern, um ein Phänomen zu erklären oder eine These zu beweisen.
Der Grundsatz, den man im Syllogismus als Obersatz nahm, stammte sehr oft von Aristoteles. Solche Grundsätze waren z. B. Die Natur macht nichts vergeblich; alles, was sie erzeugt, hat einen Sinn und Zweck oder: Die Natur erzeugt immer das Beste, was sie hervorbringen kann. Weitere allgemein akzeptierte Grundsätze waren Der Mensch ist das vornehmste Lebewesen und Die Natur kümmert sich um das Höherwertige mehr als um das Geringerwertige. Nun ging es um ein Phänomen, das dem anscheinend widerspricht, beispielsweise dieses: Es gibt beim Menschen (nach Ansicht der Scholastiker) häufiger angeborene Behinderungen und Missbildungen als bei Tieren, und bei Pflanzen kommen gar keine vor. Der Scholastiker will nun zeigen, dass die Grundsätze dennoch stimmen. Die Natur hat wie immer das Beste angestrebt, konnte aber aus bestimmten Gründen, die erklärt werden, gar nichts Besseres erreichen, weil in diesen Einzelfällen bestimmte Voraussetzungen sehr ungünstig waren. Das Resultat war das Beste, was unter solchen Umständen erreichbar war. Gerade weil der Mensch das vornehmste Lebewesen ist, ist er auch das komplexeste und damit störanfälligste. Das Ergebnis war also, dass alle Grundsätze stimmen, und man meinte verstanden zu haben, wie Behinderungen zustande kommen, obwohl die Natur sich auch in diesen Fällen die größte Mühe gibt.
Die Scholastiker waren überzeugt, dass theoretisches Wissen, das aus allgemeinen Grundsätzen logisch sauber hergeleitet wird, das sicherste Wissen ist, das es geben kann. Beobachtungen können falsch oder trügerisch sein oder falsch gedeutet werden, aber eine logisch saubere Folgerung aus einem allgemeingültigen Prinzip ist notwendigerweise irrtumsfrei. Darum mussten Phänomene, die einer solchen Folgerung zu widersprechen schienen, so gedeutet werden, dass sie in den von diesem Prinzip und seinen Konsequenzen gesetzten Rahmen hineinpassten. Dies wurde Bewahrung der Phänomene genannt und spielte besonders in der Physik und Astronomie eine zentrale Rolle. Ergaben sich aus einem allgemein anerkannten Grundsatz Folgerungen, die denen aus einem anderen Grundsatz widersprachen, so bemühte man sich zu zeigen, dass der Widerspruch nur scheinbar existiert und auf einem Missverständnis beruht.

### Umgang mit Autoritäten
Bei Widersprüchen zwischen Aussagen anerkannter Autoritäten versuchte man meistens zu zeigen, wie man die Stellen so deuten kann, dass dabei herauskommt, dass beide Aussagen zutreffen. Die Scholastiker verfügten über ausreichende Möglichkeiten, Widersprüche aufzulösen, ohne allgemein anerkannte Lehrsätze aufgeben zu müssen:
- Es gibt verschiedene Deutungsebenen; manche Aussagen sind nur symbolisch gemeint oder sollen nur einem bestimmten Zweck (etwa einem didaktischen) dienen und sind nicht unbedingt als Tatsachenbehauptungen aufzufassen.
- Ein Begriff kann je nach Zusammenhang unterschiedliche Bedeutungen haben. Die Frage, ob er an der fraglichen Stelle mehrdeutig oder eindeutig ist, ist für das Verständnis entscheidend.
- Die meisten Aussagen beanspruchen nicht absolute Gültigkeit (simpliciter), sondern sollen nur in bestimmter Hinsicht und unter bestimmten Voraussetzungen (secundum quid) wahr sein. Ein Lehrsatz kann also durch präzise Begrenzung seines Geltungsbereichs gerettet werden.

Manche Magister bemühten sich aber nicht um harmonisierende Deutungen, sondern widersprachen einzelnen Lehrmeinungen der Autoritäten (sogar des Aristoteles) scharf. In der Dynamik wich man von der aristotelischen Physik ab und entwickelte alternative Ideen (Impetustheorie, innerer Widerstand als bewegungshemmender Faktor).

## Scholastischer Unterricht
Die Scholastik ist – ihrem Ursprung und Wesen nach – aufs engste mit dem Unterricht verknüpft. Dessen Basis waren die vorhandenen Lehrbücher, die meist aus der Antike stammten, zum Teil aber mittelalterliche Werke waren.

### Lehrbücher
In der Fakultät der Freien Künste (Artistenfakultät) befasste man sich mit Logik und Grammatik (spekulative Grammatik als Sprachtheorie), Naturwissenschaft, Metaphysik und Ethik. Die wichtigsten Lehrbücher waren die einschlägigen Werke des Aristoteles, also das Organon (seine Schriften zur Logik), Physik, Über den Himmel, Meteorologie, Über die Entstehung der Tiere, Über die Seele, Metaphysik, Nikomachische Ethik usw. In der Theologischen Fakultät studierte man außer der Bibel vor allem die Sentenzen des Petrus Lombardus; es wurde von jedem Theologen erwartet, die Sentenzen zu kommentieren. In der Medizinischen Fakultät wurden in erster Linie die Werke Galens, Avicennas Kanon der Medizin und Schriften des Isaak ben Salomon Israeli (Isaak Judaeus) dem Unterricht zugrunde gelegt. Bei den Juristen waren die Grundlagenwerke das Corpus iuris civilis (römisches Recht) und das Corpus iuris canonici (Kirchenrecht).

### Aufgabenstellung
Die erste und grundlegende Aufgabe war, den Inhalt der Lehrbücher verständlich zu machen, also zu erläutern, was dort gemeint war, und mögliche Unklarheiten und Missverständnisse zu beseitigen. Besonders bei den Werken des Aristoteles war das dringend nötig, denn in den damals vorliegenden lateinischen Übersetzungen waren sie schwer verständlich und bedurften daher der Kommentierung. Dann sollte bewiesen werden, dass der Inhalt des Lehrbuchs gut begründet und in sich widerspruchsfrei war und auch keine Widersprüche zu evidenten Tatsachen oder zu anderen anerkannten Lehrbüchern vorlagen. Im nächsten Schritt ging es darum, Fragen zu stellen und selbständig zu lösen, die sich aus der Lektüre des Lehrbuchs ergaben. Eine weitere Stufe war, das Lehrbuch nur noch als Stichwortgeber für Fragen aller Art zu nehmen, die man interessant fand. Dabei bot sich dem Scholastiker Gelegenheit, seine eigene Philosophie ausführlich darzulegen.

### Lehrveranstaltungen
Der scholastische Unterricht bestand aus Vorlesung (lectio) und Disputationen. Die Abhaltung dieser Lehrveranstaltungen stand ausschließlich den Magistern zu. Die regelmäßig in allen Fakultäten unter der Leitung eines einzelnen Magisters stattfindenden Disputationen dienten der Erörterung und Klärung von Fragen (Quaestionen) zu bestimmten vorher bekanntgegebenen Themen (Quaestiones disputatae, Quaestiones ordinariae). Zweimal im Jahr fand die Disputatio de quolibet statt, eine (manchmal mehrtägige) strukturierte Diskussionsveranstaltung über beliebige Probleme, d. h. über alles, was geeignet war, Thema einer wissenschaftlichen Debatte zu sein. Die wesentlichen Argumente und die Ergebnisse der Disputationen wurden schriftlich festgehalten und veröffentlicht.

### Kommentarwesen
Da man von den Lehrbüchern ausging, deren gründliche Kenntnis und richtiges Verständnis vorrangiges Ziel war, blieb die scholastische Wissenschaft in erster Linie kommentierend. Ein sehr großer Teil der Werke der scholastischen Gelehrten bestand aus Kommentaren zu den Lehrbüchern. Die einfachste Art der Kommentierung waren Glossen: Man trug im Lehrbuch zwischen den Zeilen oder am Rand Worterklärungen und sonstige, manchmal ausführliche Erläuterungen und Hinweise ein. Die nächste Stufe waren texterklärende, paraphrasierende Kommentare, die den Aufbau des Lehrbuchs darlegten, seine Gedankengänge in systematisch gegliederter Form präsentierten und seinen Inhalt mit anderen Worten wiedergaben. Dann gab es „Quaestionenkommentare“, die Fragen zum Lehrbuch und deren Diskussion und schließliche Klärung mit der Beweisführung und Widerlegung von Gegenargumenten enthielten. Diese Kommentartypen (es gab auch Mischformen) entsprachen den Gattungen der Lehrveranstaltungen: Der einfache textauslegende Kommentar entsprach der Vorlesung, der Quaestionenkommentar der Disputation.

### Summen
Die Summen dienten der umfassenden, systematischen handbuchartigen Darstellung großer Wissensgebiete, etwa der Grammatik, der Logik oder gar der gesamten Theologie. Schon um 1146 hatte der Grammatiker Petrus Helie (oder Helias) die Summa super Priscianum verfasst, eine zusammenfassende Darstellung der Lehren des antiken Grammatikers Priscian, die für die spekulative Grammatik (Sprachtheorie) der Scholastik richtungweisend wurde. Petrus Hispanus schrieb die Summulae logicales, ein sehr populäres Logik-Lehrbuch, das bis ins 18. Jahrhundert hinein oft aufgelegt wurde. Unter den Summen der Theologie erzielten diejenigen des Thomas von Aquin die stärkste Nachwirkung (Summa contra gentiles und Summa theologica). Auch bei den Juristen wurden große Teilbereiche des Stoffs in Summen dargestellt. Insbesondere die Dekretisten (Kirchenrechtler, die das Decretum Gratiani studierten und auslegten) traten als Verfasser von Summen hervor, die bei ihnen zum Teil auch Kommentarcharakter hatten.

## Geschichte

### Phasen und Strömungen
Als Epoche der Frühscholastik wird das 11. Jahrhundert (oder auch nur dessen zweite Hälfte) und zumindest der Anfang des 12. Jahrhunderts betrachtet. Im Lauf des 12. Jahrhunderts fand durch die stärkere Aristoteles-Rezeption ein langsamer Übergang zur Hochscholastik statt mit dem Höhepunkt im theologisch-philosophischen Schriftsteller Thomas von Aquin. Unklar ist auch die inhaltliche Abgrenzung von Hoch- und Spätscholastik, etwa im Vordringen des Nominalismus und Scotismus; chronologisch wird die Grenze im frühen 14. Jahrhundert gesetzt.
Eine Vorstufe der scholastischen Denkweise begegnet bei Anselm von Canterbury (1033–1109) in seinem Bestreben, zwingende philosophische Beweisgründe für theologische Aussagen zu finden (Gottesbeweis), und in seiner Verwendung von Dialogen. Petrus Abaelardus († 1142) erläuterte und demonstrierte in seiner Schrift Sic et non einen methodischen Umgang mit Widersprüchen zwischen Autoritäten. 
Eine entscheidende Rolle spielte die im zweiten Viertel des 12. Jahrhunderts begonnene, in den dreißiger Jahren des 13. Jahrhunderts größtenteils abgeschlossene Übersetzung der Schriften des Aristoteles ins Lateinische, wie jene von Michael Scotus. Ende des 12. Jahrhunderts lagen zudem Übersetzungen von Werken der muslimischen Philosophen al-Kindī, al-Farabi, Avicenna und al-Ghazālī (latinisiert Algazel) sowie des arabisch-jüdischen Ibn Gabirol (latinisiert Avicebron) vor, um 1235 auch die Aristoteleskommentare des Averroes († 1198, latinisiert durch z. B. Jakob ben Abba Mari Anatoli). Averroes übte auf die lateinische Philosophie des Mittelalters großen Einfluss aus und wurde schlicht als „der Kommentator“ bezeichnet, so wie Aristoteles nur „der Philosoph“ genannt wurde. Dieses Schrifttum prägte fortan den Universitätsunterricht, und damit begann die scholastische Wissenschaft im Westen im eigentlichen Sinne. Die Scholastik wurde durch Friedrich II. gefördert, der 1224 die Universität von Neapel gegründet hat und 1240 eine Verordnung erließ, die das medizinische Studium (vgl. auch Schule von Salerno) regelte. Die weiteren wesentlichen Faktoren und Entwicklungen waren:
- Die Ablösung der traditionellen, von den platonisch beeinflussten Ansichten des Kirchenvaters Augustinus geprägten Theologie und Philosophie durch den Aristotelismus. Albertus Magnus († 1280) strebte noch eine Synthese von platonischen und aristotelischen Ideen an, sein Schüler Thomas von Aquin († 1274), der Begründer des Thomismus, beseitigte die platonischen Elemente und sicherte den Sieg eines an die Erfordernisse des katholischen Glaubens angepassten Aristotelismus.
- Roger Bacon († um 1292) erkannte scharfsinnig die Schwächen des scholastischen Wissenschaftsbetriebs, vor allem seine extreme Theorielastigkeit, und versuchte, durch stärkere Einbeziehung von Erfahrungswissen einen Ausgleich zu schaffen. Mit seinem in die Zukunft weisenden Konzept einer Erfahrungswissenschaft (scientia experimentalis) und einer Fülle kühner, neuartiger Ideen eilte er seinen Zeitgenossen voraus. Er machte sich aber durch seine Neigung zu schroffer, schonungsloser Kritik in weiten Kreisen unbeliebt, und seine Ansätze wurden nicht so aufgegriffen, wie es für eine umfassende Reform der Scholastik erforderlich gewesen wäre.
- Unter den Franziskanern bildete sich eine Strömung (Franziskanerschule), die zwar die scholastische Methode übernahm, aber den Einfluss des Aristotelismus begrenzen und traditionelle platonisch-augustinische Ideen bewahren wollte, vor allem in der Anthropologie. Führende Vertreter dieser Richtung waren Robert Grosseteste, Alexander von Hales, Bonaventura[9] und schließlich Johannes Duns Scotus († 1308), der Begründer des Scotismus. Franziskaner, insbesondere Scotisten, wurden zu den wichtigsten Gegenspielern des Thomismus.
- Es entstand eine Strömung radikaler Aristoteliker, die den Auffassungen des Aristoteles und des Averroes auch in den Punkten folgte, in denen sie mit der kirchlichen Lehre kaum vereinbar waren (siehe Averroismus). Dies führte wiederholt zu heftigen Reaktionen der kirchlichen Hierarchie, die die Verbreitung solcher Ansichten verbot. Die Averroisten leisteten hartnäckig stillen Widerstand.
- Wilhelm von Ockham († 1347) wurde zum Vorkämpfer einer Auffassung, die vereinzelt schon im 11. Jahrhundert in anderer Form vertreten worden war. Sie radikalisierte die aristotelische Kritik an der Ideenlehre Platons, indem sie den Ideen (Universalien) keinerlei wirkliche Existenz zubilligte (Nominalismus oder nach anderer Terminologie Konzeptualismus). Diese Auffassung war mit bestimmten Erklärungsversuchen der Trinität unvereinbar und verwies diese in einen der Vernunft entgegenstehenden Bereich des Offenbarungsglaubens. Zu den führenden Nominalisten/Konzeptualisten zählte Johannes Buridanus. An den Universitäten nannte man später den Nominalismus/Konzeptualismus via moderna im Unterschied zur via antiqua der (teils radikalen, teils gemäßigten) Universalienrealisten.

### Gegner der Scholastik
Die Scholastik hatte drei Arten von Gegnern:
- Konservative Antidialektiker wie Rupert von Deutz, Gerhoch von Reichersberg und Bernhard von Clairvaux (ein Mystiker der Frühscholastik), denen die ganze Richtung missfiel. Sie meinten, dass die Anwendung der Methode auf theologische Fragen zu Folgerungen führen konnte, die mit der Lehre der Kirche unvereinbar waren.
- Prominente Humanisten wie Petrarca und Erasmus. Sie griffen die ganze scholastische Wissenschaft mit großer Schärfe an, weil sie steril sei und ihre Fragestellungen und Lösungen nutzlos und belanglos seien. Die Humanisten meinten, dass die Scholastiker Aristoteles nicht verstehen konnten, da sie ihn nur aus mangelhaften Übersetzungen kannten und aus der Perspektive des Averroes betrachteten. Außerdem verabscheuten die Humanisten die Sprache der Scholastiker, das spätmittelalterliche Latein mit seinen vielen scholastischen Fachbegriffen. Sie wollten nur antikes, klassisches Latein gelten lassen.
- Pioniere des modernen Wissenschaftsverständnisses in der frühen Neuzeit. Die Kritik der konservativen Antidialektiker und der Humanisten konnte der Scholastik wenig anhaben, denn sie hatten keine konstruktiven wissenschaftlichen Alternativen anzubieten. In der frühen Neuzeit entstand aber eine dritte Art von Gegnerschaft, die in einem langen Prozess das Ende der Scholastik herbeigeführt hat. Man wollte sich nicht mehr damit begnügen, Beobachtungen so zu deuten, dass sie mit vorgegebenen Prinzipien und deren Konsequenzen vereinbar waren und sich eine widerspruchsfreie Theorie ergab. Stattdessen begann man empirisch vorzugehen, dadurch dem Erfahrungswissen Vorrang einzuräumen und nötigenfalls die Prinzipien zu ändern oder aufzugeben, also neben der Deduktion vorrangig die Induktion als wissenschaftliche Methode gelten zu lassen. Diese Kritik zielte auf die Hauptschwäche der deduktiven scholastischen Methode, nämlich den Umstand, dass die Ergebnisse der Scholastiker trotz allen Scharfsinns nicht besser sein konnten als die Prämissen, von denen sie ausgingen. Außerdem ersetzte die frühneuzeitliche Naturwissenschaft das qualitätsbezogene Denken der Scholastiker teilweise durch ein quantitätsbezogenes. Bei dieser Entwicklung spielte insbesondere Francis Bacon als Gegner der scholastischen Tradition eine wesentliche Rolle.

### Neuzeitliche Spätscholastik und Neuscholastik
In der Frühen Neuzeit wurde die scholastische Methode weiterhin von manchen Theologen und Juristen verwendet. Unter der neuzeitlichen Spätscholastik oder Zweiten Scholastik versteht man eine theologisch-juristische Bewegung, die an Thomas von Aquin anknüpft. Sie hatte ihren Ausgangspunkt in Paris und wurde in der spanischen Schule von Salamanca (Francisco de Vitoria, Domingo de Soto) fortgesetzt. Daher spricht man auch von „spanischer Spätscholastik“. In der Spätscholastik wurden zentrale Grundsätze des Völkerrechts sowie des Strafrechts (Strafe) entwickelt. Als Vertreter der philosophischen Schule der spätscholastischen Realisten gilt Gregor Reisch, dessen Lehrbuch Margarita Philosophica im 16. Jahrhundert mehrere Auflagen erlebte. Als prominenter Vertreter der juristisch-philosophischen Schule in Salamanca gelten Diego de Covarrubias y Leyva und der später an verschiedenen Schulen Spaniens und Portugals tätige Luis de Molina, der in Salamanca studierte. Vornehmlich beschäftigte sich die Disziplin mit einer Kritik am überkommenen Recht. Maßstab der Analysen war die Vorstellung eines christlichen, zeitlos gültigen Naturrechts.
Unter Neuscholastik versteht man eine Strömung in der katholischen Theologie seit dem 19. Jahrhundert, die an spätmittelalterliche und frühneuzeitliche Ideen anknüpft. Dabei spielt der Neuthomismus die weitaus wichtigste Rolle. Begünstigt wurde diese Entwicklung durch die Enzyklika Aeterni Patris von Papst Leo XIII., die die herausragende Bedeutung der Scholastik für die katholische Philosophie betonte.

## Namhafte Scholastiker
- Vinzenz von Beauvais
- Johannes Scottus Eriugena
- Anselm von Canterbury
- Petrus Abaelardus
- Peter von Tarentaise
- Wilhelm von Auxerre
- Alexander von Hales
- Albertus Magnus
- Thomas von Aquin
- Aegidius Romanus
- Johannes Peckham
- Bonaventura
- Heinrich von Gent
- Richard von Middleton
- Wilhelm von Ockham
- Meister Eckhart
- Johannes Duns Scotus

### Übersichtsdarstellungen
- Hubertus Busche: Scholastik. In: Hans Jörg Sandkühler (Hrsg.): Enzyklopädie Philosophie. Band 3. Meiner, Hamburg 2010, ISBN 978-3-7873-1999-2, S. 2364–2367.
- Leo J. Elders: Scholastische Methode. In: Lexikon des Mittelalters. Band 7, LexMA, München 1995, ISBN 3-7608-8907-7, Sp. 1526–1528.
- Ulrich Köpf: Scholastik. In: Religion in Geschichte und Gegenwart. 4. Auflage. Band 7, Mohr Siebeck, Tübingen 2004, ISBN 3-16-146947-X, Sp. 949–954.
- Ulrich G. Leinsle: Scholastik. I. Scholastik/Neuscholastik. In: Theologische Realenzyklopädie. Band 30. De Gruyter, Berlin 1999, ISBN 3-11-016243-1, S. 361–366.
- Heinrich Schmidinger: Scholastik. In: Historisches Wörterbuch der Philosophie. Band 8, Schwabe, Basel 1992, Sp. 1332–1342.
- Rolf Schönberger: Scholastik. In: Lexikon des Mittelalters. Band. 7, LexMA, München 1995, ISBN 3-7608-8907-7, Sp. 1521–1526.
- Oswald Schwemmer: Scholastik. In:  Jürgen Mittelstraß (Hrsg.): Enzyklopädie Philosophie und Wissenschaftstheorie. 2. Auflage. Band 7: Re - Te. Stuttgart, Metzler 2018, ISBN 978-3-476-02106-9, S. 269–275 (mit ausführlichen Literaturangaben).

### Gesamtdarstellungen und Darstellungen einzelner Teilbereiche
- Wim Decock, Christiane Birr: Recht und Moral in der Scholastik der Frühen Neuzeit 1500-1750. De Gruyter, Berlin 2016, ISBN 978-3-11-037967-9.
- Jos Decorte: Eine kurze Geschichte der mittelalterlichen Philosophie. Schöningh, Paderborn 2006, ISBN 3-8252-2439-2 Inhalt
- Martin Grabmann: Die Geschichte der scholastischen Methode. Akademie-Verlag, Berlin 1988, ISBN 3-05-000592-0 (unveränderter Nachdruck der Ausgabe 1909).
- Jorge J.E. Gracia, Timothy B. Noone: A Companion to Philosophy in the Middle Ages. Blackwell, Malden MA 2006, ISBN 0-631-21672-3.
- Norman Kretzmann, Anthony Kenny, Jan Pinborg (Hrsg.): The Cambridge History of Later Medieval Philosophy. From the Rediscovery of Aristotle to the Disintegration of Scholasticism 1100-1600. Cambridge University Press, Cambridge 1982, ISBN 0-521-22605-8 (auch: Nachdruck 2003, ISBN 0-521-36933-9) Inhalt.
- Ulrich G. Leinsle [OPraem]: Einführung in die scholastische Theologie. Schöningh, Paderborn/München [u. a.] 1995 (= Uni-Taschenbücher. Band 1865), ISBN 3-8252-1865-1.
- John Marenbon: Later Medieval Philosophy (1150-1350). An Introduction. Routledge & Kegan Paul, London 1987, ISBN 0-7102-0286-5.
- Josef Pieper: Scholastik. Gestalten und Probleme der mittelalterlichen Philosophie. 3. Auflage. Kösel, München 1991, ISBN 3-466-40130-5.
- Frank Rexroth: Fröhliche Scholastik. Die Wissenschaftsrevolution des Mittelalters. 2. Auflage. Beck, München 2019, ISBN 978-3-406-72521-0.
- Peter Schulthess, Ruedi Imbach: Die Philosophie im lateinischen Mittelalter. Ein Handbuch mit einem bio-bibliographischen Repertorium. 2. Auflage. Artemis & Winkler, Düsseldorf u. a. 2002, ISBN 3-7608-1218-X.
- Richard W. Southern: Scholastic Humanism and the Unification of Europe. 2 Bände. Blackwell, Oxford u. a. 1995–2001, ISBN 0-631-20527-6 (Band 1) und ISBN 0-631-22079-8 (Band 2).